# Бранвил
Бранвил (фр. Branville) насеље је и општина у северној Француској у региону Доња Нормандија, у департману Калвадос која припада префектури Лисје.
По подацима из 2011. године у општини је живело 202 становника, а густина насељености је износила 31,61 становника/km². Општина се простире на површини од 6,39 km². Налази се на средњој надморској висини од 148 метара (максималној 148 m, а минималној 49 m).

## Демографија
| 1962. | 1968. | 1975. | 1982. | 1990. | 1999. | 2011. |
| ----- | ----- | ----- | ----- | ----- | ----- | ----- |
| 115   | 136   | 132   | 151   | 145   | 147   | 202   |

График промене броја становника у току последњих година